# کاتسومی سوزوکی
کاتسومی سوزوکی (انگلیسی: Katsumi Suzuki؛ زادهٔ ۵ اوت ۱۹۵۶) صداپیشه اهل ژاپن است. وی از سال ۱۹۸۲ میلادی تاکنون مشغول فعالیت بوده‌است.